# Canton de Savigné-l'Évêque
Le canton de Savigné-l'Évêque est une circonscription électorale française du département de la Sarthe.

## Histoire
Un nouveau découpage territorial de la Sarthe entre en vigueur à l'occasion des premières élections départementales suivant le décret du 24 février 2014. Les conseillers départementaux sont, à compter de ces élections, élus au scrutin majoritaire binominal mixte. Les électeurs de chaque canton élisent au Conseil départemental, nouvelle appellation du Conseil général, deux membres de sexe différent, qui se présentent en binôme de candidats. Les conseillers départementaux sont élus pour 6 ans au scrutin binominal majoritaire à deux tours, l'accès au second tour nécessitant 12,5 % des inscrits au 1er tour. En outre la totalité des conseillers départementaux est renouvelée. Ce nouveau mode de scrutin nécessite un redécoupage des cantons dont le nombre est divisé par deux avec arrondi à l'unité impaire supérieure si ce nombre n'est pas entier impair, assorti de conditions de seuils minimaux. Dans la Sarthe, le nombre de cantons passe ainsi de 40 à 21.
Le canton de Savigné-l'Évêque est formé de communes des anciens cantons de Montfort-le-Gesnois (14 communes) et de Le Mans-Est-Campagne (1 commune). Avec ce redécoupage administratif, le territoire du canton s'affranchit des limites d'arrondissements, avec 14 communes incluses dans l'arrondissement de Mamers et une dans celui du Mans. Le bureau centralisateur est situé à Savigné-l'Évêque.

## Représentation
| Période élective | Période élective | Mandat | Mandat           | Identité           | Nuance | Nuance | Qualité |
| ---------------- | ---------------- | ------ | ---------------- | ------------------ | ------ | ------ | --- |
| 2015             | 2021             | 2015   | 2020 (démission) | Christophe Chaudun |        | PS     | Professeur de collège Ancien conseiller général du canton de Montfort-le-Gesnois (2011-2015) Ancien maire de Connerré (2008-2020) Président de la communauté de communes du Gesnois Bilurien (Depuis 2017) Président du groupe « Gauche et Républicains » au conseil départemental Sénateur de la Sarthe (2020) |
| 2015             | 2021             | 2015   | 2021             | Isabelle Lemeunier |        | PS     | Secrétaire médicale, conseillère municipale (depuis 1995) puis maire (depuis 2020) de Savigné-l'Évêque |
| 2015             | 2021             | 2020   | 2021             | Patrice Vernhettes |        | DVG    | Retraité du secteur automobile Maire de Saint-Mars-la-Brière |
| 2021             | 2028             | 2021   | en cours         | Hélène Le Conte    |        | DVD    | Conseillère municipale de Savigné-l'Évêque |
| 2021             | 2028             | 2021   | en cours         | Anthony Trifaut    |        | DVD    | Sapeur-pompier professionnel Maire de Montfort-le-Gesnois, 6e vice-président du conseil départemental |

### Résultats détaillés

#### Élections de mars 2015
À l'issue du premier tour des élections départementales de 2015, trois binômes sont en ballottage : Christophe Chaudun et Isabelle Lemeunier (PS, 42,15 %), Christine Marchand et Philippe Metivier (UMP, 30,69 %) et Marie d'Herbais et Joseph Quinones (FN, 27,16 %). Le taux de participation est de 53,4 % (9 235 votants sur 17 294 inscrits) contre 49,74 % au niveau départemental et 50,17 % au niveau national.
Au second tour, Christophe Chaudun et Isabelle Lemeunier (PS) sont élus avec 42,56 % des suffrages exprimés et un taux de participation de 55,28 % (3 931 voix pour 9 560 votants et 17 295 inscrits).

#### Élections de juin 2021
Le premier tour des élections départementales de 2021 est marqué par un très faible taux de participation (33,26 % au niveau national). Dans le canton de Savigné-l'Évêque, ce taux de participation est de 29,02 % (5 235 votants sur 18 037 inscrits) contre 29,78 % au niveau départemental. À l'issue de ce premier tour, deux binômes sont en ballottage : Hélène Le Conte et Anthony Trifaut (Divers, 36,75 %) et Isabelle Lemeunier et Patrice Vernhettes (Union à gauche, 36,09 %).
Le second tour des élections est marqué une nouvelle fois par une abstention massive équivalente au premier tour. Les taux de participation sont de 34,36 % au niveau national, 30,67 % dans le département et 31,79 % dans le canton de Savigné-l'Évêque. Hélène Le Conte et Anthony Trifaut (Divers) sont élus avec 54,33 % des suffrages exprimés (2 926 voix pour 5 734 votants et 18 038 inscrits),,.

## Composition
Le canton de Savigné-l'Évêque comprend quinze communes entières.
| Nom                                      | Code Insee | Intercommunalité       | Superficie (km2) | Population (dernière pop. légale) | Densité (hab./km2) | Modifier                                    |
| ---------------------------------------- | ---------- | ---------------------- | ---------------- | --------------------------------- | ------------------ | ------------------------------------------- |
| Savigné-l'Évêque (bureau centralisateur) | 72329      | CC Le Gesnois Bilurien | 28,48            | 4 042 (2022)                      | 142                | modifier les données · modifier les données |
| Ardenay-sur-Mérize                       | 72007      | CC Le Gesnois Bilurien | 11,67            | 499 (2022)                        | 43                 | modifier les données · modifier les données |
| Le Breil-sur-Mérize                      | 72046      | CC Le Gesnois Bilurien | 18,35            | 1 562 (2022)                      | 85                 | modifier les données · modifier les données |
| Connerré                                 | 72090      | CC Le Gesnois Bilurien | 16,60            | 2 838 (2022)                      | 171                | modifier les données · modifier les données |
| Fatines                                  | 72129      | CU Le Mans Métropole   | 5,44             | 905 (2022)                        | 166                | modifier les données · modifier les données |
| Lombron                                  | 72165      | CC Le Gesnois Bilurien | 24,11            | 1 937 (2022)                      | 80                 | modifier les données · modifier les données |
| Montfort-le-Gesnois                      | 72241      | CC Le Gesnois Bilurien | 18,74            | 2 928 (2022)                      | 156                | modifier les données · modifier les données |
| Nuillé-le-Jalais                         | 72224      | CC Le Gesnois Bilurien | 5,82             | 529 (2022)                        | 91                 | modifier les données · modifier les données |
| Saint-Célerin                            | 72271      | CC Le Gesnois Bilurien | 13,47            | 881 (2022)                        | 65                 | modifier les données · modifier les données |
| Saint-Corneille                          | 72275      | CC Le Gesnois Bilurien | 11,16            | 1 517 (2022)                      | 136                | modifier les données · modifier les données |
| Saint-Mars-la-Brière                     | 72300      | CC Le Gesnois Bilurien | 34,69            | 2 712 (2022)                      | 78                 | modifier les données · modifier les données |
| Sillé-le-Philippe                        | 72335      | CC Le Gesnois Bilurien | 10,60            | 1 080 (2022)                      | 102                | modifier les données · modifier les données |
| Soulitré                                 | 72341      | CC Le Gesnois Bilurien | 10,99            | 604 (2022)                        | 55                 | modifier les données · modifier les données |
| Surfonds                                 | 72345      | CC Le Gesnois Bilurien | 4,85             | 339 (2022)                        | 70                 | modifier les données · modifier les données |
| Torcé-en-Vallée                          | 72359      | CC Le Gesnois Bilurien | 16,86            | 1 412 (2022)                      | 84                 | modifier les données · modifier les données |
| Canton de Savigné-l'Évêque               | 7219       |                        | 231,83           | 23 785 (2022)                     | 103                | modifier les données                        |

## Démographie
En 2022, le canton comptait 23 785 habitants, en évolution de +0,55 % par rapport à 2016 (Sarthe : −0,25 %, France hors Mayotte : +2,11 %).
| 2013   | 2018   | 2022   |
| ------ | ------ | ------ |
| 23 420 | 23 747 | 23 785 |